# واحة الجغبوب
واحة الجغبوب هي منطقة محمية في شمال شرق ليبيا؛ تقع بالقرب من الحدود مع مصر. وهي تجاور قرية الجغبوب الصحراوية- التي يسكنها الأمازيغ- ويبلغ عدد سكانها حوالي 400 نسمة.
سكانها عرب وليسو امازيغ ولا يوجد بها اي امازيغي فقط البعض منهم يتحدث لغة سكان واحة سيوة التي تشبه الامازيغية لكونهم عاشو في سيوة فترة من الزمن

## الجغرافية
تقع واحة الجغبوب على الحافة الشمالية لـلصحراء الليبية؛ في منخفض جيولوجي عميق؛ ينخفض نحو 10 م (33 قدم) تحت مستوى سطح البحر. إلى الشمال من الواحة توجد منحدرات؛ حيث يظهر تكوين الجغبوب؛ والذي يعود تاريخه إلى العصر الميوسيني الأوسط. يشكل هذا طبقة؛ تتكون بشكل كبير من الدولوميت، تمتد إلى الغرب؛ حيث تتساوى مع أساس مرماريكا، والتي يبلغ سمكها حوالي 180 م (600 قدم)، وإلى الشرق حتى واحة المغرة؛ والتي يبلغ سمكها حوالي 5 م (16 قدم) فقط، وتحتوي على نسبة عالية من الرمال. أما الجغبوب يبلغ سمكها حوالي 120 م (400 قدم)، وتتكون من الحجر الجيري الأبيض إلى الأصفر والطين وطين المارل والحجر الرملي. تم العثور على أحافير شوكيات الجلد، وذوات الصدفتين، وبطنيات القدم، وحيوانات حزازية في هذا التكوين. تقع واحة سيوة في غرب مصر حوالي 100 كـم (62 ميل) إلى الجنوب الشرقي في منخفض مماثل.

## التاريخ
كانت واحة الجغبوب مركزاً مهماً للتجار عبر الصحراء وللحجاج؛ المتجهين إلى سيوة والقاهرة ومكة المكرمة. في عام 1856، نقل محمد بن علي السنوسي مقر الحركة السنوسية من البيضاء إلى هنا. أصبحت الجغبوب مدينة حصينة بها جامعة إسلامية مهمة، في المرتبة الثانية بعد جامعة الأزهر في القاهرة.

## الواحة
تم إنشاء المنطقة المحمية؛ لتوفير موطن؛ يمكن أن تزدهر فيه الحيوانات والنباتات البرية المحلية في المنطقة. الجهة الحكومية المشرفة على المنطقة المحمية هي: اللجنة الفنية للحياة البرية والمتنزهات الوطنية؛ والتي تم إنشاؤها في عام 1990.
تتم زيارة الواحة من قبل الطيور؛ وبخاصة الطيور المائية خلال هجرتها السنوية. إنه ذو أهمية خاصة بسبب وجود نوع فرعي من المحارCardium edule rectidens، وهو من الرخويات البحرية ذات الصدفتين.